# Carbacol
Carbacolul, denumit și carbaminoilcolină, este un compus parasimpatomimetic derivat de carbamat care stimulează receptorii muscarinici și nicotinici (agonist colinergic). Este utilizat în tratamentul glaucomului (colire) și al atoniilor gastro-intestinale și vezicale (forme orale).